# FIBA EuroCup 2006/2007

## Primera fase

### Grup A
| Equip                | Pts | PJ | PG | PP | TF  | TC  |
| -------------------- | --- | -- | -- | -- | --- | --- |
| Estudiantes          | 11  | 6  | 5  | 1  | 551 | 524 |
| JDA Dijon Basket     | 10  | 6  | 4  | 2  | 496 | 475 |
| Ironi Iscar Nahariya | 9   | 6  | 3  | 3  | 513 | 505 |
| CSU Asesoft Ploiesti | 6   | 6  | 0  | 6  | 519 | 575 |

### Grup B
| Equip            | Pts | PJ | PG | PP | TF  | TC  |
| ---------------- | --- | -- | -- | -- | --- | --- |
| Dinamo de Moscou | 11  | 6  | 5  | 1  | 470 | 396 |
| Spirou Charleroi | 10  | 6  | 4  | 2  | 418 | 409 |
| Khimik Yuzhny    | 9   | 6  | 3  | 3  | 457 | 467 |
| BC Barons Riga   | 6   | 6  | 0  | 6  | 384 | 457 |

### Grup C
| Equip                  | Pts | PJ | PG | PP | TF  | TC  |
| ---------------------- | --- | -- | -- | -- | --- | --- |
| Lokomotiv Rostov       | 10  | 6  | 4  | 2  | 451 | 397 |
| SC Azovmaix Mariúpol   | 10  | 6  | 4  | 2  | 454 | 417 |
| Banvit Basketball Club | 10  | 6  | 4  | 2  | 456 | 414 |
| Atomerömü SE Paks      | 6   | 6  | 0  | 6  | 379 | 512 |

### Grup D
| Equip                    | Pts | PJ | PG | PP | TF  | TC  |
| ------------------------ | --- | -- | -- | -- | --- | --- |
| Akasvayu Girona          | 12  | 6  | 6  | 0  | 519 | 432 |
| BC Siauliai              | 8   | 6  | 2  | 4  | 494 | 502 |
| BCM Gravelines           | 8   | 6  | 2  | 4  | 479 | 522 |
| Maccabi Rixon le-Tsiyyon | 8   | 6  | 2  | 4  | 452 | 488 |

### Grup E
| Equip        | Pts | PJ | PG | PP | TF  | TC  |
| ------------ | --- | -- | -- | -- | --- | --- |
| Liege Basket | 7   | 4  | 3  | 1  | 293 | 261 |
| BC Kalev     | 6   | 4  | 2  | 2  | 283 | 284 |
| BC Kyiv      | 5   | 4  | 1  | 3  | 277 | 308 |

### Grup F
| Equip                  | Pts | PJ | PG | PP | TF  | TC  |
| ---------------------- | --- | -- | -- | -- | --- | --- |
| Maroussi Athens        | 11  | 6  | 5  | 1  | 452 | 411 |
| ASK Riga               | 9   | 6  | 3  | 3  | 450 | 449 |
| CEZ Nymburk            | 9   | 6  | 3  | 3  | 454 | 460 |
| KK Vojvodina Srbijagas | 7   | 6  | 1  | 5  | 419 | 455 |

### Grup G
| Equip               | Pts | PJ | PG | PP | TF  | TC  |
| ------------------- | --- | -- | -- | -- | --- | --- |
| Türk Telekom S.C.   | 11  | 6  | 5  | 1  | 506 | 470 |
| Panionios BC Athens | 10  | 6  | 4  | 2  | 487 | 446 |
| Ural Great Perm     | 8   | 6  | 2  | 4  | 461 | 490 |
| PBC CSKA Sofia      | 7   | 6  | 1  | 5  | 474 | 522 |

### Grup H
| Equip                       | Pts | PJ | PG | PP | TF  | TC  |
| --------------------------- | --- | -- | -- | -- | --- | --- |
| Virtus Europonteggi Bologna | 11  | 6  | 5  | 1  | 540 | 404 |
| DTL EKA AEL Lemesos         | 10  | 6  | 4  | 2  | 494 | 454 |
| Adecco ASVEL Villeurbanne   | 9   | 6  | 3  | 3  | 495 | 456 |
| Amsterdam Astronauts        | 6   | 6  | 0  | 6  | 361 | 576 |

## Segona fase

### Grup I
| Equip           | Pts | PJ | PG | PP | TF  | TC  |
| --------------- | --- | -- | -- | -- | --- | --- |
| Estudiantes     | 11  | 6  | 5  | 1  | 551 | 524 |
| AEL Limassol BC | 11  | 6  | 5  | 1  | 449 | 418 |
| Liege Basket    | 7   | 6  | 1  | 5  | 462 | 511 |
| BC Siauliai     | 7   | 6  | 1  | 5  | 490 | 541 |

### Grup J
| Equip                | Pts | PJ | PG | PP | TF  | TC  |
| -------------------- | --- | -- | -- | -- | --- | --- |
| SC Azovmaix Mariúpol | 11  | 6  | 5  | 1  | 457 | 395 |
| Dinamo de Moscou     | 10  | 6  | 4  | 2  | 429 | 393 |
| ASK Riga             | 9   | 6  | 3  | 3  | 413 | 476 |
| Maroussi Athens      | 6   | 6  | 0  | 6  | 427 | 462 |

### Grup K
| Equip               | Pts | PJ | PG | PP | TF  | TC  |
| ------------------- | --- | -- | -- | -- | --- | --- |
| Türk Telekom S.C.   | 11  | 6  | 5  | 1  | 571 | 452 |
| Panionios BC Atenes | 9   | 6  | 3  | 3  | 426 | 405 |
| Lokomotiv Rostov    | 9   | 6  | 3  | 3  | 429 | 431 |
| Spirou Charleroi    | 7   | 6  | 1  | 5  | 413 | 451 |

### Grup L
| Equip                        | Pts | PJ | PG | PP | TF  | TC  |
| ---------------------------- | --- | -- | -- | -- | --- | --- |
| Akasvayu Girona              | 12  | 6  | 6  | 0  | 592 | 487 |
| Virtus Pallacanestro Bologna | 10  | 6  | 4  | 2  | 530 | 508 |
| JDA Dijon Basket             | 8   | 6  | 2  | 4  | 470 | 534 |
| BC Kalev                     | 6   | 6  | 0  | 6  | 453 | 516 |

## Playoffs

### Quarts de final
- Dinamo de Moscou 0 - 2  Estudiantes
- Virtus Pallacanestro Bologna 2 - 0  Türk Telekom BC
- Akasvayu Girona 2 - 1  Panionios BC
- Azovmaix de Mariúpol 2 - 1  AEL Limassol BC

### "Final Four" (Final a quatre)
- Virtus Pallacanestro Bologna 73 - 74  Azovmaix de Mariúpol
- Akasvayu Girona 89 - 58  Estudiantes

### Partit pel tercer lloc
- Estudiantes 62 - 80  Virtus Pallacanestro Bologna

### Final
- Akasvayu Girona 79 - 72  Azovmaix de Mariúpol